# الأهلي شندي
الأهلي شندي هو نادي كرة قدم سوداني يقع مقره في مدينة شندي بولاية نهر النيل، تأسس عام 1943. ويلقب بالنمور أو (نمور دار جعل). يلعب في الدوري السوداني الممتاز. حقق الفريق بطولة كأس السودان لأول مرة في تاريخه عام 2017.

## تاريخ
من ابرز اللاعبين الذين لعبوا للاهلي قبل استحداث الدوري الممتاز سعد الريح /شمس الدين/ماجد/عبدالعظيم كروكرو/مامون قرف/عثمان قمر/طارق محمود/ مدثر علي رمضان /رامي وهبي/ نميري الجيلي/عنتر بوك/كارلو كير/عبدالله شريف/طيفور كما لعب له بعد الصعود للممتاز حموده بشير/بكري المدينه/ياسر مزمل/زكريا ناسو/جمعه/فارس عبدالله/ولاء الدين بوقبا

## تشكيلة الفريق
ملاحظة: تشير الأعلام إلى المنتخب بحسب قواعد الأهلية المعتمدة من قبل الفيفا؛ تنطبق بعض الاستثناءات المحدودة. وقد يحمل اللاعبون أكثر من جنسية لا تعترف بها الفيفا.
| الرقم | البلد   | المركز | اللاعب          |
| ----- | ------- | ------ | --------------- |
|       | السودان | حارس   | ياسين يوسف      |
|       | السودان | مدافع  | أمجد اسماعيل    |
|       | السودان | مدافع  | الطيب عبدالرازق |
|       | السودان | مدافع  | سيف الدين مساوي |
|       | السودان | مدافع  | صدام أبو طالب   |
|       | السودان | وسط    | مصعب كردمان     |
|       | السودان | وسط    | ابراهيم النسور  |
|       | السودان | وسط    | صلاح عادل       |
|       | السودان | وسط    | وليد علاءالدين  |
|       | السودان | وسط    | أبكر سليمان     |
|       | السودان | مهاجم  | ياسر مزمل       |
|       | السودان | مهاجم  | محمد داؤود      |

## الألقاب والإنجازات
كأس السودان
- البطل (مرة واحدة): 2017.[3][4]

الدوري السوداني الممتاز
- المركز الثالث (5 مرات): 2016،[5] 2015،[6] 2014،[7] 2013،[8] 2012.[9]

## سجل المشاركات
- كأس الكونفدرالية الإفريقية: 2016، 2015، 2014، 2013، 2012، 2020، 2019، 2018، 2017.[10]

- كأس سيكافا للأندية: 2015، 2013.[10]

- الدوري السوداني الممتاز: 2023، 2022، 2021، 2020، 2019، 2018، 2017، 2016، 2015، 2014، 2013، 2012، 2011.[10]

- كأس السودان: 2020، 2018، 2017، 2016، 2015، 2014، 2013، 2009.[10]

## الطاقم الإداري

### العميد احمد عمر
الرئيس الشرفي صلاح احمد ادريس الارباب

### المدربون
بسام ابراهيم ( كلية علوم جامعة القاهرة ) 